# 22142 Loripryor
22142 Loripryor è un asteroide della fascia principale. Scoperto nel 2000, presenta un'orbita caratterizzata da un semiasse maggiore pari a 2,2064159 UA e da un'eccentricità di 0,1585657, inclinata di 5,29674° rispetto all'eclittica.